# Tibor Alfréd
Tibor Alfréd, született Goldstein Alfréd (Konyár, 1920. február 10. – 2017. március 18.) magyar-amerikai szobrász.

## Élete
1920. február 10-én Konyáron született Goldstein Alfréd néven. A debreceni Zsidó reálgimnáziumban tanult. A férfi tornaválogatott tagjaként készült az 1936-os berlini olimpiára, de zsidó származása miatt nem engedték versenyezni. 1940-ben munkaszolgálatra hívták be és a magyar hadsereg munkaügyi zászlóaljánál szolgált. Szovjet fogságba esett és hat évet töltött Szibériában fogolytáborban, ahonnan 1947-ben szabadult. Magyarországra visszatérve derült ki számára, hogy családjából csak ő és András testvére élte túl a Holokausztot. Mindketten megváltoztatták családnevüket Tiborra, így emlékezve a koncentrációs táborban elhunyt bátyjukra Goldstein Tiborra. Budapestre költözött és kilenc évig kiállítás-tervezőként dolgozott. 1956-ban a forradalom után feleségével és két gyermekével elhagyta Magyarországot és 1957-ben az Egyesült Államokban telepedett le. 16 évig Miamiban dolgozott kereskedelmi művészként, majd Ohio-ba, Columbusba költözött, ahol már csak a szobrászatnak élt.
Tibor Alfréd és családja történetét unokahúga, Julie Orringer írta meg a The Invisible Bridge (A láthatatlan híd) című könyvében.